# Земля Оскара II

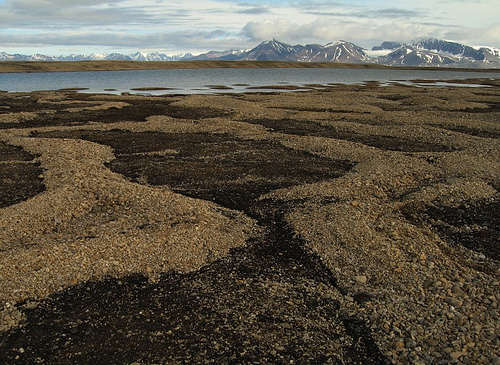
Озы на территории Земли Оскара II.

Земля Оскара II (норв. Oscar II Land) — часть территории в западной части острова Западный Шпицберген (архипелаг Шпицберген).
Земля Оскара II расположена между Исфьордом и Конгсфьордом, к западу от ледника Конгсвеген.
Земля была названа в честь Оскара II, короля Норвегии (1872—1905) и Швеции (1872—1907).